# Tungstibita
La tungstibita és un mineral de la classe dels òxids, que pertany al grup de la koechlinita. El nom fa referència al seu contingut en tungstè i antimoni (en llatí stibium). És l'anàleg d'antimoni de la russel·lita.

## Característiques
La tungstibita és un òxid de fórmula química Sb₂3+WO₆. Cristal·litza en el sistema ortoròmbic. La seva duresa a l'escala de Mohs és 2.
Segons la classificació de Nickel-Strunz, la tungstibita pertany a «04.De: Òxids i hidròxids amb proporció Metall:Oxigen = 1:2 i similars amb cations de mida mitjana; amb diversos poliedres» juntament amb els següents minerals: downeyita, koechlinita, russel·lita, koragoïta, tel·lurita, paratel·lurita, bismutotantalita, bismutocolumbita, cervantita, estibiotantalita, estibiocolumbita, clinocervantita i baddeleyita.

## Formació i jaciments
Ha estat descrita a l'Afganistan, Alemanya i Tailàndia. A la localitat tipus es forma com a producte d'alteració de menes de tungstè i antimoni en un dipòsit hidrotermal polimetàl·lic de barita-fluorita. S'ha descrit associada a cervantita, quars, barita, fluorita, tetraedrita-tennantita i calcopirita.